# Colabata illauta
Colabata illauta är en fjärilsart som beskrevs av Max Wilhelm Karl Draudt 1929. Colabata illauta ingår i släktet Colabata och familjen silkesspinnare. Inga underarter finns listade i Catalogue of Life.